# Саммит в Рейкьявике

Прощание Горбачёва и Рейгана после саммита (Хёвди, 12 октября 1986 года)

Саммит в Рейкьявике (Рейкьявикская встреча на высшем уровне) — вторая личная встреча Генерального секретаря ЦК КПСС Михаила Горбачёва и президента США Рональда Рейгана, состоявшаяся 11—12 октября 1986 года в Рейкьявике, на полпути между Москвой и Вашингтоном. Несмотря на то, что встреча прервалась без подписания каких-либо документов, она считается важной вехой в советско-американском переговорном процессе по стратегическим наступательным вооружениям и первым шагом к завершению эпохи холодной войны.

## Предмет переговоров
Встреча состоялась по предложению Горбачёва, которое он сделал 15 сентября 1986 года (менее чем за 30 дней до неё). Основной идеей было кардинальное сокращение всех частей ядерной триады при условии взаимного отказа от переноса гонки вооружений в космос.
Рейган согласился на встречу, понимая, что действовавшая доктрина взаимного гарантированного уничтожения может привести США к катастрофическим последствиям. Однако он не был готов отказаться от программы СОИ и не верил в искренность намерений советской стороны. После саммита он писал премьер-министру Великобритании Маргарет Тэтчер: «Русские не хотят воевать, они хотят одержать победу, угрожая ядерным оружием». Кроме того, Рейган стремился включить в повестку обсуждения другие вопросы, в частности тему прав человека.
Горбачёв был готов сделать вопросы прав человека предметом обсуждения (на что ни один из прежних советских лидеров никогда не соглашался), но отказывался верить, что СОИ не даст США преимущество первого удара, а лишь защитит от «безумцев» после того, как супердержавы ликвидируют свои ядерные арсеналы.
Одним из важных предметов переговоров было урегулирование «шпионского скандала». Незадолго до саммита после ареста сотрудника советской делегации в ООН по подозрению в шпионаже в Нью-Йорке и ареста американского журналиста в Москве из США были высланы 55 дипломатов. В качестве ответной меры СССР запретил 260 советским гражданам работать на американское посольство.

## Результаты
Из-за того, что во время встречи не было достигнуто никаких договорённостей, не все в мире оценили её как успешную. Так, 28 мая 1987 года 18-летний немецкий пилот-любитель Матиас Руст на легкомоторном самолёте нелегально пересёк госграницу СССР и приземлился рядом с Московским Кремлём, совершив перелёт из Гамбурга через Рейкьявик. По его словам, основным мотивом этой авантюры стало разочарование от провала саммита.
По завершении встречи Рейган заявил: «Жаль, что мы расстаемся таким образом». «Мне тоже очень жаль, — ответил М. Горбачев, — я хотел договоренности и сделал для нее все, что мог, если не больше».
Однако Горбачёв утверждал: «Рейкьявик — не провал, а прорыв… Мы заглянули за горизонт». Рейган, покидая Рейкьявик, осознал, насколько близко они подошли к ликвидации угрозы ядерного уничтожения. Взаимное уважение между лидерами было поднято до уровня, которого не было на их первой встрече в Женеве.
Укрепился международный статус Горбачёва. Гуляя по городу со своей женой, он имел продолжительные беседы с журналистами и, по их словам, вёл себя совсем не так, как прежние советские лидеры.
8 декабря 1987 года Горбачёв и Рейган на основе предложений, выдвинутых в Рейкьявике, подписали бессрочный Договор о ликвидации ракет средней и меньшей дальности.

## Ключевые заявления, касающиеся саммита
| № | Наименование документа | Обозначение в системе документации Генеральной Ассамблеи ООН | Обозначение в системе документации Совета Безопасности ООН |
| - | --- | ------------------------------------------------------------ | ---------------------------------------------------------- |
| 1 | Радиообращение Президента США Рональда Рейгана к нации о встрече с советским Генеральным секретарём М. С. Горбачёвым в Рейкьявике (Исландия) 04.10.1986 (англ.) | Нет данных                                                   | Нет данных                                                 |
| 2 | Заявление Генерального секретаря ЦК КПСС М. С. Горбачёва и ответы на вопросы журналистов на пресс-конференции в Рейкьявике 12.10.1986 | A/41/709                                                     | S/18401                                                    |
| 3 | Выступление Президента США Рональда У. Рейгана перед военнослужащими авиабазы Кеблавик (Исландия) и членами их семей 12.10.1986 (англ.) | Нет данных                                                   | Нет данных                                                 |
| 4 | Обращение Президента США Рональда У. Рейгана к американскому народу 13.10.1986 | A/41/807                                                     | S/18451                                                    |
| 5 | Выступление Генерального секретаря ЦК КПСС М. С. Горбачёва по советскому телевидению 14.10.1986 | A/41/714                                                     | S/18403                                                    |
| 6 | Выступление Президента США Рональда У. Рейгана и ответы на вопросы журналистов о встрече в Исландии с советским Генеральным секретарём М. С. Горбачёвым 14.10.1986 (англ.)                                                                                         | Нет данных                                                   | Нет данных                                                 |
| 7 | Выступление Президента США Рональда У. Рейгана на встрече с сотрудниками Государственного департамента США и Агентства США по контролю над вооружениями и разоружением о встрече в Исландии с советским Генеральным секретарём М. С. Горбачёвым 14.10.1986 (англ.) | Нет данных                                                   | Нет данных                                                 |
| 8 | Выступление Генерального секретаря ЦК КПСС М. С. Горбачёва по советскому телевидению 22.10.1986 | A/41/759                                                     | S/18422                                                    |

## Отчёт о пресс-конференции М. С. Горбачёва
Отчёт ТАСС о пресс-конференции М. С. Горбачёва в Рейкьявике 12 октября 1986 года опубликован в двух версиях: «ранней» и «поздней». Большинство центральных газет, предназначенных для распространения в Москве, опубликовали 14 октября 1986 года «позднюю» версию, однако в союзном выпуске «Известий», в первых (ориентированных на отдалённые регионы) выпусках «Правды», «Советской России» и «Красной звезды», а также в «Гудке» за ту же дату и в «Литературной газете» за 15 октября 1986 года опубликована «ранняя» версия. В дальнейшем (начиная с брошюры Политиздата «Советско-американская встреча на высшем уровне») публиковалась только «поздняя» версия отчёта.
По сравнению с «ранней», наиболее близкой к оригиналу версией отчёта, в «поздней» версии сглажены оценочные суждения и снижена экспрессивность. Кроме того, исправлены некоторые фактические ошибки. Примеры расхождений приведены ниже:
| «Ранняя» версия | «Поздняя» версия |
| --- | --- |
| Что мы этим самым хотели сказать? Мы знаем приверженность американской администрации, Президента к СОИ. Вероятно, наше согласие на продолжение и на возможность лабораторных испытаний даёт Президенту возможность до конца довести исследования и выяснить, что такое СОИ и с чем её едят. Хотя для многих и для нас уже ясно, что это такое. | Что мы этим самым хотели сказать? Мы знаем приверженность американской администрации, Президента к СОИ. Наше согласие на продолжение лабораторных испытаний давало бы Президенту возможность до конца довести свою идею и выяснить, что же это такое СОИ. Хотя, должен сказать, для многих и для нас уже ясно, что это на самом деле. |
| Во-первых, Президент США приехал в Рейкьявик с пустыми руками и с пустыми карманами. Американская делегация, я бы сказал, нам привезла хлам с женевских переговоров. И только благодаря далеко идущим предложениям советской стороны мы смогли выйти на очень крупные договорённости (они не были оформлены, я оговариваюсь) по сокращению стратегических наступательных вооружений, по средним ракетам. Естественно, что мы надеялись в этих условиях, и я думаю, это вполне понятно и политику, и военному, и просто нормальному человеку, что если мы подписываем подобные договорённости о крупных сокращениях ядерного оружия, то надо позаботиться о том, чтобы не произошло ничего, что бы сорвало этот трудный процесс, к которому мы шли десятилетия. И тогда мы поставили вопрос о том, что мы — за упрочение договора ПРО. Американская сторона всё время подкапывается под ПРО. Она уже поставила под сомнение ОСВ-2, и теперь ей хотелось бы в Рейкьявике организовать похороны ПРО, причём с участием Советского Союза и Горбачёва. Это не пройдёт. Весь мир бы нас не понял. И я в этом убеждён. | Во-первых, Президент США приехал в Рейкьявик с пустыми руками. Американская делегация, я бы сказал, нам привезла хлам с женевских переговоров. И только благодаря далеко идущим предложениям советской стороны мы смогли близко подойти к очень крупным договорённостям (оговариваюсь: они не были оформлены) по сокращению стратегических наступательных вооружений, по средним ракетам. Естественно, мы надеялись, что в этих условиях — и я думаю, это вполне понятно и политику, и военному, и просто нормальному человеку, — раз мы подписываем подобные крупные договорённости, надо позаботиться, чтобы не произошло ничего, что сорвало бы этот трудный процесс, к которому мы шли десятилетия. Я уже говорил, что имеется в виду. Добавлю: американская сторона давно уже подкапывается под ПРО. Она уже поставила под сомнение ОСВ-2, и теперь ей хотелось бы в Рейкьявике организовать похороны ПРО, причём с участием Советского Союза и Горбачёва. Это не пройдёт. Весь мир бы нас не понял. И я в этом убеждён. |
| Но вместе с тем мы американцам сказали, что и у нас есть озабоченность. Ведь в США 70 процентов стратегических сил расположено на подлодках. Это значит 656 ргч индивидуального наведения. А подлодки, как известно, курсируют в морях и океанах вокруг Советского Союза. Откуда они нанесут удар? Это похуже тяжёлых ракет наземного базирования. | Но вместе с тем мы американцам сказали, что и у нас есть озабоченность. Ведь в США большая часть стратегических сил развёрнута на подлодках. Это около 700 ракет, на которых находится почти 6000 РГЧ индивидуального наведения. А подлодки, как известно, курсируют в морях и океанах вокруг Советского Союза. Откуда они нанесут удар? Это не менее опасно, чем тяжёлые ракеты наземного базирования. |

Текст отчёта о пресс-конференции М. С. Горбачёва в Рейкьявике, распространённый в Организации Объединённых Наций в качестве официального документа под идентификаторами A/41/709 (в Генеральной Ассамблее) и S/18401 (в Совете Безопасности), представляет собой промежуточный вариант между двумя вышеописанными версиями.